# VVV-Venlo
VVV-Venlo (Venlose Voetbal Vereniging - Venlo) is een Nederlandse voetbalclub uit Venlo die op 7 februari 1903 werd opgericht. De afkorting VVV staat voor 'Venlose Voetbal Vereniging'. Het tenue van VVV-Venlo bestaat uit een geel shirt met een zwarte streep erdoorheen, zwarte broek en gele kousen. In de jaren 70 en 80 speelde de club enkele jaren in het rood-wit. De club heeft lange tijd haar thuiswedstrijden in Stadion De Kraal gespeeld. Sinds maart 1972 vormt Stadion De Koel de thuisbasis voor VVV-Venlo. Dit stadion bevindt zich letterlijk in een kuil (koel is Venloos dialect voor kuil) gelegen aan de Kaldenkerkerweg, boven op de steilrand in het oosten van Venlo. Het stadion wist ooit 24.500 toeschouwers te herbergen tijdens de wedstrijd VVV-Ajax in 1977 (2-2). In 2004 werd De Koel grondig verbouwd. Het onderkomen is sinds 2005 door het leven gegaan als Seacon Stadion -De Koel-, vanaf 2019 als Covebo Stadion -De Koel-.

## Geschiedenis

#### 1903-1952: Ontstaan en eerste decennia
VVV is voortgekomen uit voetbalvereniging De Gouden Leeuw die eind negentiende eeuw door een groep vrienden in Venlo was opgericht. Er vonden nog enkele naamswijzigingen plaats, zo was de ploeg ook enige tijd bekend als Valuas. Uiteindelijk besloot men op 7 februari 1903 de naam in Venlose Voetbal Vereniging te veranderen, de huidige naam van de club. VVV mag zich hiermee tot een van de oudste verenigingen in het Nederlandse betaalde voetbal rekenen. In 1909 zijn de clubs VITOS en THOR opgegaan in VVV. In 1910 volgde Quick.
De eerste jaren van zijn bestaan kon VVV niet in de hoogste klasse van het Nederlandse voetbal uitkomen. Tot aan het seizoen 1911/12 was er namelijk in het zuidelijk Nederland geen Eerste klasse, terwijl er wel een oostelijke en een westelijke Eerste klasse was. Vanaf het seizoen 1912/13 kreeg ook het zuiden een eigen Eerste klasse. VVV maakte hier, met wisselend succes, vanaf de invoering deel van uit. Na afloop van het seizoen 1921/22, volgde degradatie naar de Tweede klasse. Hierna speelde de ploeg vrij lang in de Tweede klasse, waarin gedurende diverse seizoenen het kampioenschap werd behaald. Het lukte niet om daarna te promoveren naar de Eerste klasse. Na het einde van de Tweede Wereldoorlog werd het aantal Eersteklassers uitgebreid, waarbij ook VVV hoorde. Tussen 1948 tot en met 1952 werd viermaal op rij een vierde plaats behaald in de Eerste klasse.

#### 1953-1961: Betaald voetbal en glorietijd

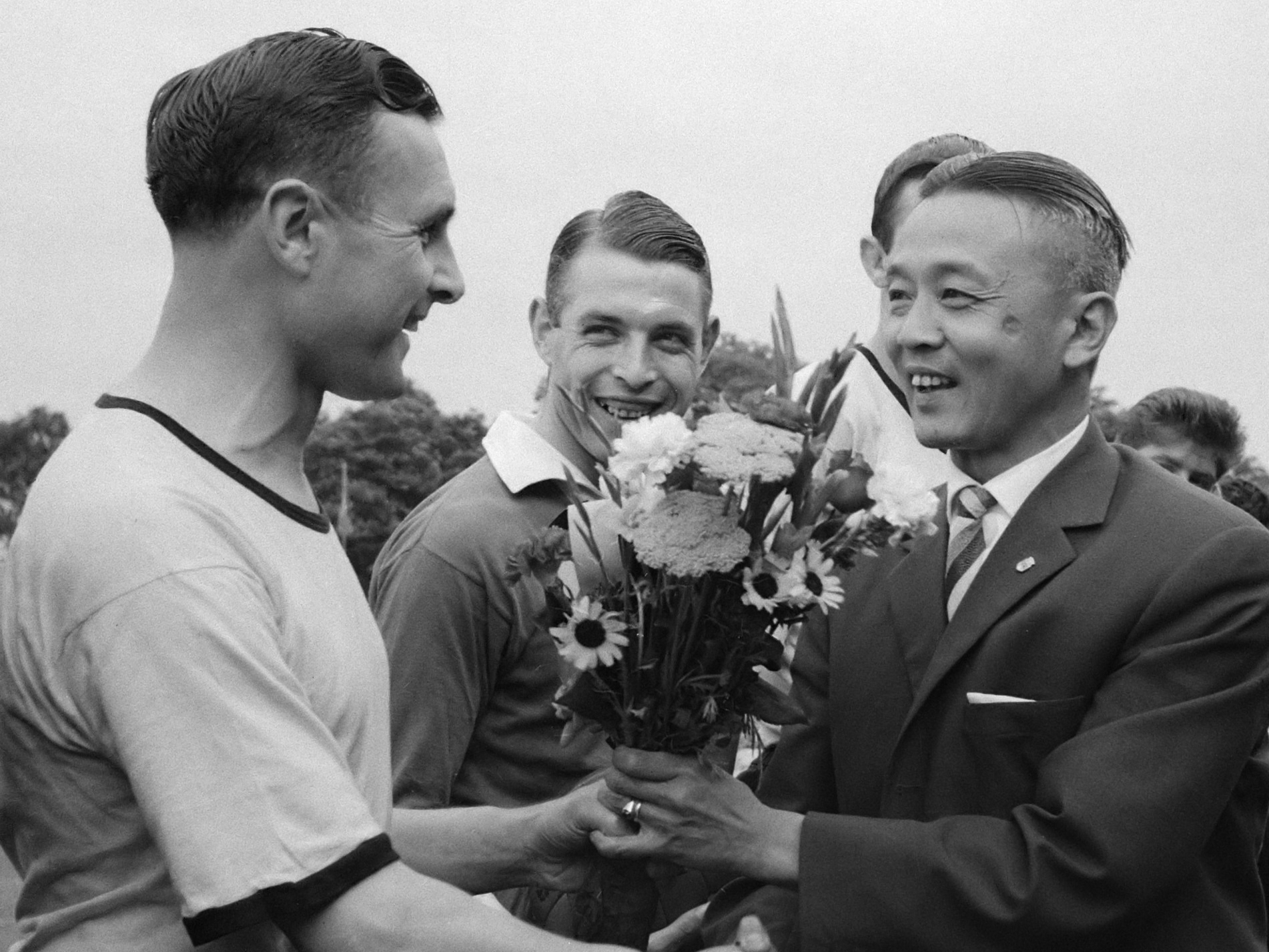
Gijs Nass was jarenlang aanvoerder en spelbepaler van VVV in de begintijd van het betaalde voetbal

In 1953 kwam het tot een aanvaring met de KNVB, omdat die VVV betichtte van betalingen aan spelers. De voetbalbond was traditioneel fel gekant tegen betalingen aan spelers. Betaald voetbal kwam er uiteindelijk toch nadat in 1953 de NBVB als professionele voetbalbond en tegenhanger van de KNVB werd opgezet. Het was echter niet VVV dat aan de NBVB-competitie deelnam, maar plaatsgenoot Sportclub Venlo '54 die op 3 augustus 1954 was opgericht. In deze beginfase van het betaalde voetbal speelde Sportclub Venlo '54 haar wedstrijden niet in Venlo, maar in Sportpark De Berckt in Baarlo. De eerste wedstrijd in het Nederlandse betaald voetbal, op 14 augustus 1954, was een oefenwedstrijd tussen Alkmaar '54 (voorloper van AZ) en Sportclub Venlo, die in Alkmaar met 3-0 gewonnen werd door de thuisploeg. Na de fusie van de KNVB en de NBVB, op 25 november 1954, fuseerden een dag later ook VVV en Sportclub Venlo. De nieuwe club droeg aanvankelijk de naam Sportclub VVV '03. In de eerste officiële KNVB-competitiewedstrijd wist de Venlose ploeg met 3-2 van Ajax in De Meer te winnen. In de jaren 50 en begin jaren 60 kon VVV een subtopper genoemd worden die regelmatig bovenin te vinden was. De club acteerde vanaf 1954 tot en met het 1962 op het hoogste niveau van het professionele voetbal. In dit tijdperk maakten onder meer de internationals Jan Klaassens, Faas Wilkes en Coy Koopal deel uit van de spelersgroep. In 1959 werd het grootste succes in de clubhistorie behaald met het winnen van de KNVB beker. In de finale werd de Haagse voetbalclub ADO in het eigen Zuiderparkstadion met 4–1 verslagen. In 1960/61 werd de hoogste klassering voor VVV in de Eredivisie bereikt, de derde plaats, waarmee deelname aan de International Football Cup werd afgedwongen.

#### 1962-1989: Eerste-, Tweede- en Eredivisie

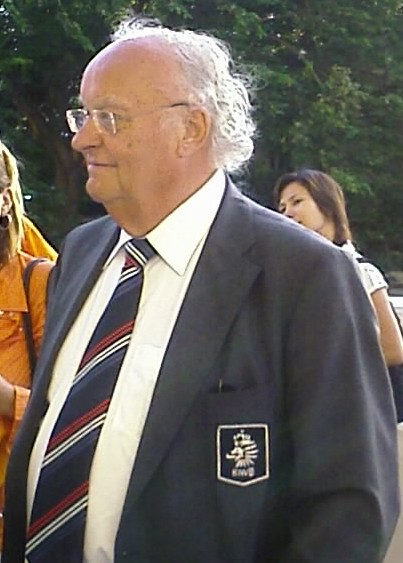
De latere KNVB-voorzitter en UEFA-bestuurder Jeu Sprengers was van 1981 tot 1990 voorzitter van VVV

Na deze gloriejaren volgde er in 1962 degradatie naar de Eerste divisie, waarna er enkele seizoenen in de Tweede divisie gespeeld werd. Tijdens deze periode, en mede door grote financiële problemen, is het voortbestaan van de club in het geding geweest. Vanaf het seizoen 1972/73 werd onder leiding van trainer Rob Baan geleidelijk aan de weg omhoog ingeslagen en kon via het winnen van de nacompetitie in 1976 promotie naar de Eredivisie worden afgedwongen. De daaropvolgende twee seizoenen was VVV vooral in eigen huis meer succesvol en werd er van meer gerenommeerde grootmachten als Feyenoord en PSV gewonnen. Het seizoen 1978/79 werd goed begonnen, maar door trainers- en spelersperikelen volgde uiteindelijk toch een degradatie. Na enkele jaren was er in 1984/85 weer reden tot vreugde nadat via een tweede plaats de club wederom op het hoogste niveau terugkeerde. In 1986/87 en 1987/88 kende VVV onder trainer Jan Reker twee succesvolle seizoenen waarin het tweemaal als vijfde eindigde in de Eredivisie en daardoor deelnam aan de nacompetitie voor Europees voetbal. Bekende spelers uit die tijd zijn onder meer Ger van Rosmalen, Remy Reijnierse en de latere international Stan Valckx. In 1988 werd de halve finale van de KNVB beker bereikt, waarin in Kerkrade na verlenging met 3-1 van Roda JC werd verloren. In 1988/89 bleek door uitholling van zowel technische staf als spelersgroep de degradatie onafwendbaar.

#### 1990-2023: Tussen Eerste en Eredivisie
De eerste helft van de jaren 90 kende VVV enkele wisselvallige voetbalseizoenen. In 1990/91 promoveerde de ploeg via de nacompetitie (met twee beslissingswedstrijden tegen NAC Breda) naar de Eredivisie, maar een jaar later volgde alweer degradatie. Meteen daarop werd VVV in 1992/93 kampioen van de Eerste divisie, maar ook nu volgde een jaar later direct weer degradatie uit de Eredivisie. Hierna volgden een aantal jaren waarin de ploeg in de onderste regionen van de Eerste divisie verkeerde. In 2003/04 en 2004/05 haalde de club de nacompetitie, maar wist de club beide keren niet te promoveren. Gedurende het seizoen 2005/06 werd VVV-Venlo zelfs als de titelkandidaat gezien. Het gebrek aan scorend vermogen en de vele blessures waren er uiteindelijk debet aan dat men in de eindrangschikking genoegen moest nemen met een tweede plaats achter Excelsior. De club wist in de daaropvolgende en net ingevoerde play-offs opnieuw geen promotie af te dwingen, omdat de ploeg in de tweede ronde door De Graafschap werd uitgeschakeld. Voor het seizoen 2006/07 werd VVV-Venlo in eerste instantie geen promotiekansen toebedacht, dit door het vertrek van Marcel Meeuwis en Luwamo Garcia en een trainerswissel. Toch wist de ploeg evenals het voorafgaande seizoen op de tweede plaats te eindigen. Hierdoor kwam de club in tweede ronde van de play-offs uit tegen FC Den Bosch, dat in drie wedstrijden werd verslagen. Daarna moest VVV-Venlo het opnemen tegen Eredivisionist RKC Waalwijk. Thuis werd met 2-0 gewonnen, waarna in Waalwijk een 1-0 nederlaag volgde. De beslissende derde wedstrijd werd thuis met 3-0 gewonnen, waardoor VVV-Venlo opnieuw naar de Eredivisie promoveerde.
Het eredivisieseizoen 2007/08 kende, onder leiding van trainer André Wetzel, pieken en dalen. De hoogtepunten waren de gelijke spelen thuis tegen de 'top 3' (0-0 tegen Feyenoord, 2-2 tegen Ajax en 1-1 tegen PSV) en de uitoverwinningen op onder meer FC Utrecht, Willem II en Vitesse. Toch eindigde VVV-Venlo als zeventiende, waarna de club in de play-offs van 2008 verloor van ADO Den Haag, waardoor de Venlonaren na één seizoen eredivisie weer degradeerden naar de Eerste divisie.

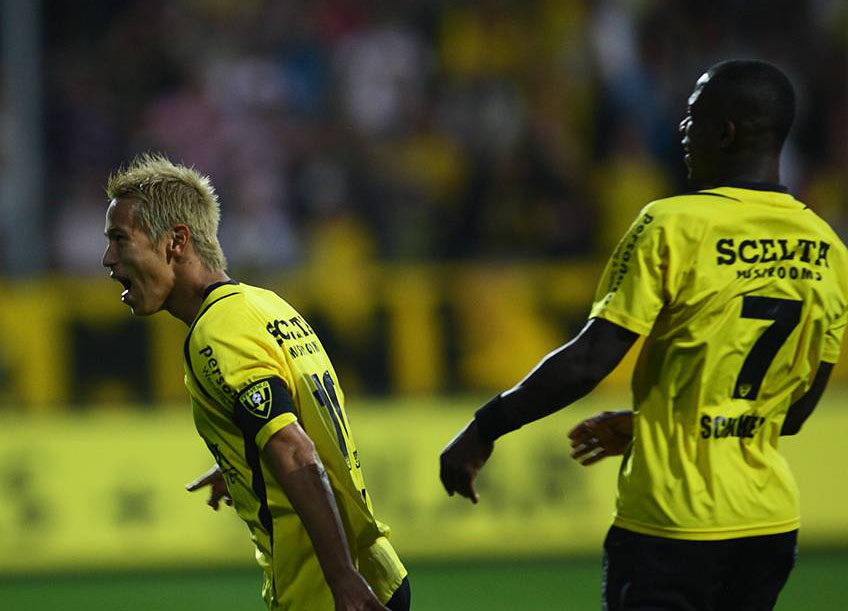
Keisuke Honda (links) was tussen 2008 en 2010 een blikvanger bij VVV

 Een jaar later keerde VVV onder aanvoering van Keisuke Honda terug in de Eredivisie. De koppositie werd op 27 september 2008 veroverd door thuis met 3-1 van de toenmalige nummer een Excelsior te winnen. Vanaf dat moment heeft VVV-Venlo tot aan het kampioenschap onafgebroken de ranglijst aangevoerd. Na afloop van dit seizoen werd Honda verkozen tot beste speler van de Eerste divisie.
Daarna kon VVV zich drie seizoenen handhaven op het hoogste niveau. VVV-Venlo begon het seizoen 2009/10 goed en speelde vijfmaal achter elkaar gelijk. Tegen Ajax werd wel in eigen huis met 4-0 verloren. Halverwege het seizoen stond de club op plaats 9 met 20 punten. Keisuke Honda scoorde zes keer in de eerste achttien gespeelde wedstrijden. In de winterstop werd de Japanse international aan CSKA Moskou verkocht voor zeven miljoen euro. Zijn vertrek betekende een keerpunt in de successen van VVV-Venlo. In de tweede helft van het seizoen werden weinig wedstrijden meer gewonnen. De club zakte af, maar enkele wedstrijden voor het eind van de competitie speelde de club zich veilig. Na het seizoen 2009/10 vertrokken Ruben Schaken en Adil Auassar naar Feyenoord en ging Gonzalo García García terug naar FC Groningen waarvan hij gehuurd was. Sandro Calabro tekende een contract voor twee jaar bij FC Sankt Gallen.
De club begon seizoen 2010/11 redelijk, met winstpartijen tegen De Graafschap en Heracles in de eerste twee maanden, maar al snel bivakkeerde de ploeg in de onderste regionen van de Eredivisie. Het gemis van de geroutineerde spelers van het voorgaande seizoen brak de ploeg met name defensief op en er werden veel kansen weggegeven. Ook aanvallend liep het niet, met als enige lichtpuntje de regelmatig scorende spits Ruud Boymans. Na afloop van de eerste seizoenshelft had VVV-Venlo tien punten. Deze resultaten deden voorzitter Hai Berden in de winterstop beslissen om trainer Jan van Dijk te ontslaan. Hij werd vervangen door assistent-trainer Willy Boessen, die het seizoen als interim-hoofdtrainer af maakte. Hij slaagde er in om VVV-Venlo voor de Eredivisie te behouden. De club overleefde de playoffs door FC Volendam en FC Zwolle in dubbele wedstrijden te verslaan. Ook wist de club op 15 juni 2011 Glen De Boeck te contracteren als nieuwe trainer. Op 6 december van hetzelfde jaar nam De Boeck ontslag.
Voor de rest van het seizoen 2011/12 werd oud-Feyenoordspeler Ton Lokhoff aangetrokken als oefenmeester. Onder zijn leiding behaalde VVV weer een thuisoverwinning, tegen Feyenoord. De volgende twee wedstrijden werden echter, uitspelend, verloren. Desalniettemin haalde VVV de zestiende plaats, opnieuw goed voor playoffs, en trad het vervolgens succesvol aan tegen SC Cambuur en Helmond Sport.
In het seizoen 2012/13 ging het VVV-Venlo niet voor de wind. De ploeg eindigde op de zeventiende plaats. Hierdoor moest VVV het in de playoffs promotie/degradatie opnemen tegen Go Ahead Eagles. VVV verloor uit met 1-0 en thuis verloor de Limburgse ploeg met 0-3 en na vier jaar Eredivisie degradeerde VVV naar de Eerste divisie.
In het seizoen 2013/14 hoopte VVV onder de nieuwe trainer René Trost direct weer terug te keren naar de Eredivisie. VVV pakte nog wel een periodetitel en eindigde op de vijfde plek, maar de latere promovendus FC Dordrecht bleek over twee wedstrijden te sterk (2-5). VVV koos vervolgens voor een nieuwe trainer. Maurice Steijn werd de opvolger van René Trost wiens contract niet werd verlengd. Onder leiding van Steijn vond VVV langzaam weer de weg omhoog. Ook in het seizoen 2014/15 bereikten de geelzwarten de playoffs. Ditmaal werden zij daarin door NAC Breda uitgeschakeld. In Steijn's tweede jaar, het seizoen 2015/16, eindigde VVV als tweede achter kampioen Sparta Rotterdam. In de playoffs werd de Venlose club verrassend uitgeschakeld door het lager geklasseerde Go Ahead Eagles. In Steijn's derde jaar, het seizoen 2016/17, veroverde VVV na een 4-0 overwinning op RKC Waalwijk op 28 november 2016 de koppositie om die vervolgens niet meer af te geven. Dankzij een 1-2 uitzege, eveneens op RKC, werd op 14 april 2017 promotie naar de Eredivisie afgedwongen. Een week later, na een 0-0 gelijkspel bij FC Eindhoven, mochten de geelzwarten het kampioenschap van de Eerste divisie vieren. Na een afwezigheid van vier jaar keerde VVV met ingang van het seizoen 2017/18 weer terug in de Eredivisie en wist zich daarin vervolgens dankzij een 15e plaats ook rechtstreeks te handhaven. In het daaropvolgende seizoen 2018/19 slaagde VVV er in om die klassering zelfs te verbeteren met een 12e plaats. In de zomer van 2019 vertrok trainer Maurice Steijn na een dienstverband van vijf jaar bij de Venlose club richting Verenigde Arabische Emiraten. Hij werd opgevolgd door Robert Maaskant die na zeven opeenvolgende competitienederlagen in november 2019 alweer aan de kant werd gezet. Nadat oud-speler Jay Driessen tijdelijk fungeerde als interim-trainer tot aan de winterstop, stelde de club Hans de Koning per 1 januari 2020 aan als nieuwe hoofdcoach. Deze slaagde er in om de club uit de degradatiezone te halen, waardoor de geelzwarten ook in het seizoen 2020/21 weer in de eredivisie uitkomen.
Met De Koning aan het roer werd in de zesde speelronde van het seizoen 2020/21 met maar liefst 0-13 verloren van Ajax. De wedstrijd ging de boeken in als de grootste einduitslag ooit in de Eredivisie. Ook hij moest na zeven verliespartijen op rij het veld ruimen, waarna Jos Luhukay op 17 maart 2021 werd benoemd tot zijn opvolger. Die wist het tij niet meer te keren en na een 3-1 uitnederlaag bij Ajax op 13 mei 2021 was degradatie naar de Eerste divisie een feit, ondanks 26 doelpunten van de Griekse spits Giorgos Giakoumakis die daarmee als allereerste VVV'er ooit topscorer werd van de Eredivisie. Wel werd de halve finale van de KNVB beker gehaald, het beste resultaat sinds 1988. In de Eerste divisie slaagde VVV er vervolgens niet in om een rol van betekenis te spelen. Wel plaatsten de geelzwarten zich in 2023 nog voor de playoffs, maar werden daarin in de halve finale na strafschoppen uitgeschakeld door de latere promovendus Almere City FC. Kort daarop kwam naar buiten dat de club in financiële problemen verkeerde, waardoor de sportieve ambities om snel op het hoogste niveau terug te keren in de koelkast gingen. Die financiële problemen leidden in augustus 2023 tot de opstart van een WHOA-procedure. Op 1 februari 2024 deed de Rechtbank Limburg een positieve uitspraak over het afgeronde WHOA-traject en het bijbehorende crediteuren-akkoord. De rechtbank bepaalde dat de club het grootste deel van haar miljoenenschuld niet hoefde te betalen, waardoor het voortbestaan van de club niet langer op de tocht stond.

## Erelijst
- KNVB beker: 1959
- Kampioen Eerste divisie: 1993, 2009, 2017
- Kampioen Tweede Klasse Zuid: 1923, 1925, 1927, 1933, 1940, 1942, 1944
- Zilveren Bal: 1954
- Derde plaats Eredivisie: 1961
- Landskampioenschap tweede elftallen: 1989 en 1991
- Promotie naar Eredivisie: 1976, 1985, 1991, 1993, 2007, 2009, 2017
- Fair Play Cup: 1969 en 1971
- VVCS Veldencompetitie: 2009[9]
- Periodekampioen Eerste divisie: 1976, 1982, 1983, 1984, 1985, 1991, 1993, 1995, 2004, 2005, 2008, 2014, 2016
- Nacompetitie Eredivisie Europees voetbal: 1987, 1988
- Nacompetitie Eerste divisie: 1976, 1982, 1983, 1984, 1991, 1994, 1995, 1996, 1997, 2004, 2005
- Play-offs promotie/degradatie Eredivisie: 2006, 2007, 2008, 2011, 2012, 2013, 2014, 2015, 2016, 2023

### In Europa
In 1961 nam VVV deel aan de International Football Cup, de voorganger van de Intertoto Cup, die pas in 2009 afgeschaft werd. VVV werd tweede in groep 3, die gewonnen werd door Örgryte IS. Ajax won dit toernooi, in de finale, waar zij Feyenoord versloegen. Ook Sparta nam deel aan dit toernooi.
Ook in 1978 nam VVV deel aan de Intertoto Cup, inmiddels ook Europese Zomercompetitie genoemd.
Dit toernooi was een mogelijkheid voor ploegen om in de zomer te kunnen blijven voetballen. In 1978 werden er twee edities gespeeld, omdat vanwege het WK in Argentinië de clubcompetities vroeg waren afgelopen. Daardoor was er een wel heel erg lange voetballoze periode.
De Zomer Cup (of Intertoto Cup deel 1) werd in mei gespeeld en de reguliere Intertoto Cup (of Intertoto Cup deel 2) in juni/juli.
VVV werd derde in groep 10, die gewonnen werd door een combinatieteam van het Hongaarse Ferencváros en Vasas.
| Seizoen | Competitie                     | Ronde    | Tegenstander               | Thuis | Uit | Geheel | PUC1 |
| ------- | ------------------------------ | -------- | -------------------------- | ----- | --- | ------ | ---- |
| 1961/62 | International Football Cup     | Groep B3 | Örgryte IS                 | 2–2   | 1–2 | 3–4    | 0.0  |
| 1961/62 | International Football Cup     | Groep B3 | Borussia Neunkirchen       | 3–2   | 3–5 | 6–7    | 0.0  |
| 1961/62 | International Football Cup     | Groep B3 | FC Grenchen                | 1–0   | 3–1 | 4–1    | 0.0  |
| 1977/78 | Intertoto Cup deel 1 Zomer Cup | Groep 10 | Ferencváros/Vasas Budapest | 4–3   | 1–2 | 5–5    | 0.0  |
| 1977/78 | Intertoto Cup deel 1 Zomer Cup | Groep 10 | US Foggia                  | 2-2   | 0–3 | 2–5    | 0.0  |
| 1977/78 | Intertoto Cup deel 1 Zomer Cup | Groep 10 | Olympique Lyon             | 1–0   | 0–1 | 1–1    | 0.0  |

1PUC = punten UEFA-coëfficiënten.

## Clubcultuur

### Clublied
Het officiële clublied van VVV-Venlo sinds 2005 is Alles heej is VVV...! en is in Venloos dialect geschreven door Frans Pollux. Tot 2005 gold het uit 1963 daterende Hup Hup Hup VVV als clublied.

### Mascotte
De officiële clubmascotte sinds 1 juli 2004 is een hond genaamd Koelie.

### Jan Klaassens Award
Geboren en getogen Venlonaar Jan Klaassens geldt als een clubicoon. Het sigarenwinkeltje dat de 57-voudig international kreeg aangeboden van zijn club is in 2003 ingericht als een etalageachtige tentoonstellingsruimte vol memorabilia. Het Jan Klaassens Museum ligt in de binnenstad van Venlo en wordt geëxploiteerd door het Limburgs Museum. Sinds 2005 reikt VVV jaarlijks de Jan Klaassens Award uit aan het grootste talent uit de eigen jeugdopleiding.

### Herman & Wiel Teeuwen Memorial
Een ander clubicoon is Herman Teeuwen, die in 2003 plotseling overleed. Sinds 2004 organiseert VVV-Venlo de Herman Teeuwen Memorial. In deze voorbereidingswedstrijd op het seizoen wordt tegen een andere binnen- of buitenlandse club gespeeld met als inzet een trofee. Na het overlijden in 2024 van zijn jongere broer Wiel Teeuwen, die eveneens als clubicoon geldt, is de wedstrijd hernoemd tot Herman & Wiel Teeuwen Memorial.

### Nummer 28
VVV maakte in juli 2015 bekend dat de club vanaf het officiële begin van het seizoen 2015/16 nooit meer iemand met het rugnummer 28 zou laten spelen. Dit was het nummer van jeugdspeler Beau Vilters. Hij kwam op 14 juni 2015 op achttienjarige leeftijd om bij een verkeersongeval.

### Supporters
Sinds 2006 heeft VVV-Venlo, naast de officiële supportersvereniging D'n Twellefde Man, ook twee officiële buitenlandse Fanclubs: een Duitse Fanclub en een Japanse supportersclub met eigen website.
Vak O3 op de Hai Berden-tribune geldt tijdens thuiswedstrijden als sfeertribune in Stadion De Koel. Een deel van de supporters onderhoudt vriendschapsbanden met buitenlandse clubs: KFC Uerdingen uit Duitsland, West Bromwich Albion uit Engeland en Verbroedering Geel uit België.
Bekende VVV-supporters zijn onder andere: politicus Geert Wilders, de profwielrenners Mike Teunissen en Roy Curvers, gitaristen Mark Jansen (Epica) en Theo Joosten (Rowwen Hèze), operazanger Sef Thissen en radio- en televisiepresentator Lex Uiting die in 2017 het kampioenslied van de club uit zijn geboortestad schreef.

### Samenwerkingsverbanden
Op 3 juni 2024 maakten VVV-Venlo en Schalke 04 bekend een samenwerkingsverband te zijn aangegaan. Het doel daarvan is voornamelijk de uitwisseling van jonge, getalenteerde spelers aan VVV.
In de voorbije jaren heeft VVV eerder al samengewerkt met andere buitenlandse clubs onder wie FC Porto, West Ham United en Coritiba FC.

## Organisatie
Bijgewerkt tot en met 10 juni 2025
| Raad van Commissarissen |                      |                      |      |      |
| Vlag van Nederland      | Jeroen Oehlen        | Voorzitter RvC       | 2021 |      |
| Vlag van Nederland      | Niki Benders         | Lid RvC              | 2024 |      |
| Vlag van Nederland      | Michel van Grunsven  | Lid RvC              | 2024 |      |
| Vlag van Nederland      | Nico van Knippenberg | Lid RvC              | 2025 |      |
| Vlag van Nederland      | Jos Rutten           | Lid RvC              | 2024 |      |
| Directie                |                      |                      |      |      |
| Vlag van Nederland      | Guus Pennings        | Algemeen Directeur   | 2024 |      |
| Vlag van Nederland      | Teun Jacobs          | Technisch directeur  | 2024 | 2026 |
| Scouting                |                      |                      |      |      |
|                         | Vacant               | Hoofd Scouting       |      |      |
| Jeugdopleiding          |                      |                      |      |      |
| Vlag van Nederland      | Thijs Matla          | Hoofd Jeugdopleiding | 2024 | 2026 |

## Eerste elftal

### Selectie
Bijgewerkt tot en met 2 augustus 2025
| Keepers       |                    |                      |         |                     |
| 1             | Vlag van Curaçao   | Trevor Doornbusch    | 2027    | FC Dordrecht        |
| 13            | Vlag van Nederland | Youri Schoonderwaldt | gehuurd | Sparta Rotterdam    |
| 22            | Vlag van Duitsland | Zidane Taylan        | amateur | Eigen Jeugd         |
| Verdedigers   |                    |                      |         |                     |
| 3             | Vlag van Nederland | Luuk Verheij         | 2027    | FC Eindhoven        |
| 4             | Vlag van Curaçao   | Dylan Timber         | 2026    | Jong FC Utrecht     |
| 5             | Vlag van Nederland | Lars de Blok         | 2027    | Feyenoord           |
| 14            | Vlag van Nederland | Thomas Reinders      | 2028    | N.E.C.              |
| 15            | Vlag van Nederland | Tijn Joosten         | amateur | Eigen Jeugd         |
| 16            | Vlag van Duitsland | Philip Heise         | 2026    | Dynamo Dresden      |
| 31            | Vlag van België    | Michael Davis        | 2026    | Royal Antwerp FC    |
| 33            | Vlag van Frankrijk | Gabin Blancquart     | 2026    | Valenciennes FC     |
| 35            | Vlag van Nederland | Yousri El Anbri      | 2027    | Eigen Jeugd         |
| 37            | Vlag van Nederland | Diego van Zutphen    | 2026    | Eigen Jeugd         |
| Middenvelders |                    |                      |         |                     |
| 6             | Vlag van Nederland | Joep Kluskens        | 2026    | Eigen Jeugd         |
| 8             | Vlag van Nederland | Tim Braem            | 2027    | Eigen Jeugd         |
| 10            | Vlag van Nederland | Jorn Triep           | gehuurd | Sparta Rotterdam    |
| 17            | Vlag van Marokko   | Driess Saddiki       | 2026    | Kasımpaşa SK        |
| 20            | Vlag van Nederland | Joshua Eijgenraam    | 2027    | Excelsior Rotterdam |
| 21            | Vlag van Nederland | Resley Kessels       | amateur | Eigen Jeugd         |
| 24            | Vlag van Nederland | Mohammed Odriss      | 2026    | Eigen Jeugd         |
| 25            | Vlag van Nederland | Navarone Foor        | 2026    | Bandırmaspor        |
| 46            | Vlag van Nederland | Kyan Korsten         | amateur | Eigen Jeugd         |
| 47            | Vlag van Nederland | Sven Janssen         | amateur | Eigen Jeugd         |
| Aanvallers    |                    |                      |         |                     |
| 7             | Vlag van Duitsland | Lasse Wehmeyer       | 2026    | Heracles Almelo     |
| 9             | Vlag van Nederland | Dean Zandbergen      | 2026    | FC Dordrecht        |
| 11            | Vlag van Marokko   | Nassim Ait Mouhou    | 2027    | RC Lens             |
| 18            | Vlag van Nederland | Bjorn van Zijl       | 2027    | SC Leeuwen          |
| 26            | Vlag van Nederland | Naïm Matoug          | 2026    | Willem II           |
| 27            | Vlag van Nederland | Layee Kromah         | gehuurd | Sparta Rotterdam    |
| 41            | Vlag van België    | Evangelos Soferis    | 2026    | Vitesse             |
| 45            | Vlag van Nederland | Youssef Mephtah      | amateur | Wilhelmina '08      |

### Staf
Bijgewerkt tot en met 10 juni 2025
| Technische staf    |                    |                                    |      |           |                      |
| Vlag van Nederland | John Lammers       | hoofdtrainer                       | 2024 | 2026      | Heracles Almelo      |
| Vlag van Nederland | Joeri Janssen      | assistent-trainer                  | 2013 | 2026      | SC Irene             |
| Vlag van Nederland | Ivo Rossen         | assistent-trainer / transitiecoach | 2024 | 2027      | Heracles Almelo      |
| Vlag van Nederland | Ronnie Buitenkamp  | keeperstrainer                     | 2025 | 2026      | TOP Oss              |
| Vlag van Nederland | Roel Engelen       | teammanager                        | 2022 | onbepaald | Saudi Future Falcons |
| Vlag van Nederland | Gijs Staps         | performance coach                  | 2025 | 2027      | Heracles Almelo      |
| Vlag van Nederland | Chris Heuvelmans   | video- en data-analist             | 2024 | 2027      | Nieuw                |
| Medische staf      |                    |                                    |      |           |                      |
| Vlag van Nederland | Hans Kuijpers      | fysiotherapeut                     | 2019 |           | VVV-Venlo jeugd      |
| Vlag van Nederland | Falk Louwers       | fysiotherapeut                     | 2020 |           | PSV                  |
| Vlag van Nederland | Rinus Louwers      | fysiotherapeut                     | 2009 |           | FC Eindhoven         |
| Vlag van Nederland | Manon Peeters      | fysiotherapeut                     | 2023 |           | VVV-Venlo jeugd      |
| Vlag van Nederland | Marc Prudon        | clubarts                           | 2017 |           |                      |
| Vlag van Nederland | Rolf Timmermans    | clubarts                           | 2017 |           | PSV                  |
| Vlag van Nederland | Sjoerd Kaarsemaker | orthopedisch chirurg               | 2004 |           |                      |

## Overige elftallen

### Jeugdopleiding
Op 1 juli 2010 hebben VVV en Helmond Sport hun jeugdelftallen samengevoegd onder de naam Voetbalacademie VVV/Helmond Sport. Drie jaar later is die gecombineerde jeugdopleiding in het kader van de Regionale Jeugdopleiding een samenwerkingsverband aangegaan met PSV en FC Eindhoven onder de naam RJO PSV-EHV.
Met ingang van 1 juli 2016 is de jeugdopleiding van VVV weer geheel op eigen kracht verder gegaan. Na een reorganisatie telt die jeugdopleiding met ingang van het seizoen 2018/19 nog zes teams: O10 en O12 (onderbouw), O13 en O15 (middenbouw) en O17 en O19 (bovenbouw). De trainings- en wedstrijd accommodatie is gelegen aan de Merelweg te Venlo, tegenover Stadion De Koel.

### Vrouwenvoetbal
Begin maart 2010 werd bekend dat VVV-Venlo het seizoen er op een elftal wil inschrijven in de Eredivisie voor vrouwen. Vanaf seizoen 2010/11 trad de ploeg samen met FC Zwolle toe tot de competitie. Toen in juni 2012 duidelijk werd dat veel speelsters ervoor gingen kiezen de overstap te maken naar het nieuwe elftal PSV/FC Eindhoven werd besloten te stoppen met het elftal.

## Overzichtslijsten

### Competitieresultaten vanaf 1911/12
- 1912 4e
Tweede klasse B
- 1913 2e
Tweede klasse B
- 1914 6e
Eerste klasse
- 1915 2e
Eerste klasse
- 1916 8e
Eerste klasse
- 1917 8e
Eerste klasse
- 1918 7e
Eerste klasse
- 1919 7e
Eerste klasse
- 1920 7e
Eerste klasse
- 1921 6e
Eerste klasse
- 1922 11e
Eerste klasse
- 1923 1e
Tweede klasse B
- 1924 5e
Tweede klasse B
- 1925 1e
Tweede klasse B
- 1926 3e
Tweede klasse B
- 1927 1e
Tweede klasse B
- 1928 3e
Tweede klasse B
- 1929 3e
Tweede klasse B
- 1930 2e
Tweede klasse B
- 1931 7e
Tweede klasse B
- 1932 3e
Tweede klasse B
- 1933 1e
Tweede klasse B
- 1934 9e
Tweede klasse B
- 1935 3e
Tweede klasse B
- 1936 6e
Tweede klasse B
- 1937 8e
Tweede klasse B
- 1938 2e
Tweede klasse B
- 1939 2e
Tweede klasse B
- 1940 1e
Tweede klasse
- 1941 5e
Tweede klasse B
- 1942 1e
Tweede klasse C
- 1943 2e
Tweede klasse C
- 1944 1e
Tweede klasse C
- 1945
- 1946 8e
Eerste klasse I
- 1947 6e
Eerste klasse V
- 1948 9e
Eerste klasse I
- 1949 4e
Eerste klasse V
- 1950 4e
Eerste klasse V
- 1951 4e
Eerste klasse E
- 1952 4e
Eerste klasse D
- 1953 5e
Eerste klasse C
- 1954 4e
Eerste klasse C
- 1955 2e
Eerste klasse (prof) D
- 1956 5e
Hoofdklasse (prof) A
- 1957 7e
Eredivisie
- 1958 7e
Eredivisie
- 1959 9e
Eredivisie
- 1960 6e
Eredivisie
- 1961 3e
Eredivisie
- 1962 17e
Eredivisie
- 1963 14e
Eerste divisie
- 1964 14e
Eerste divisie
- 1965 8e
Eerste divisie
- 1966 15e
Eerste divisie
- 1967 2e
Tweede divisie
- 1968 18e
Eerste divisie
- 1969 15e
Tweede divisie
- 1970 16e
Tweede divisie
- 1971 11e
Tweede divisie
- 1972 16e
Eerste divisie
- 1973 18e
Eerste divisie
- 1974 16e
Eerste divisie
- 1975 5e
Eerste divisie
- 1976 2e
Eerste divisie
- 1977 13e
Eredivisie
- 1978 14e
Eredivisie
- 1979 18e
Eredivisie
- 1980 12e
Eerste divisie
- 1981 13e
Eerste divisie
- 1982 7e
Eerste divisie
- 1983 7e
Eerste divisie
- 1984 10e
Eerste divisie
- 1985 2e
Eerste divisie
- 1986 13e
Eredivisie
- 1987 5e
Eredivisie
- 1988 5e
Eredivisie
- 1989 17e
Eredivisie
- 1990 4e
Eerste divisie
- 1991 3e
Eerste divisie
- 1992 18e
Eredivisie
- 1993 1e
Eerste divisie
- 1994 17e
Eredivisie
- 1995 12e
Eerste divisie
- 1996 5e
Eerste divisie
- 1997 4e
Eerste divisie
- 1998 11e
Eerste divisie
- 1999 11e
Eerste divisie
- 2000 15e
Eerste divisie
- 2001 18e
Eerste divisie
- 2002 13e
Eerste divisie
- 2003 13e
Eerste divisie
- 2004 7e
Eerste divisie
- 2005 3e
Eerste divisie
- 2006 2e
Eerste divisie
- 2007 2e
Eerste divisie
- 2008 17e
Eredivisie
- 2009 1e
Eerste divisie
- 2010 12e
Eredivisie
- 2011 17e
Eredivisie
- 2012 16e
Eredivisie
- 2013 17e
Eredivisie
- 2014 5e
Eerste divisie
- 2015 7e
Eerste divisie
- 2016 2e
Eerste divisie
- 2017 1e
Eerste divisie
- 2018 15e
Eredivisie
- 2019 12e
Eredivisie
- 2020 13e
Eredivisie
- 2021 17e
Eredivisie
- 2022 10e
Eerste divisie
- 2023 7e
Eerste divisie
- 2024 12e
Eerste divisie
- 2025 14e
Eerste divisie

In elke staaf van de grafiek staat van boven naar beneden vermeld: 
- Eindnotering

Dit is de positie die de club heeft bereikt in de competitie, zonder eventuele beslissings-, play-off- of nacompetitiewedstrijden die nodig zijn geweest om bijvoorbeeld de kampioen van de competitie te bepalen.
Indien een * achter het getal staat is de notering een tussenstand en kan het zijn dat de notering niet overeenkomt met de uiteindelijke eindstand van de competitie.
Staat er een - dan is het seizoen nog bezig en is er geen definitieve uitslag bekend.
Staat er xx op de positie van de notering, dan heeft de club vroegtijdig de competitie verlaten. Dit kan onder andere komen door terugtrekking van het team, faillissement van de club of door een uitgedeelde straf van de KNVB. In veel gevallen staat elders in het artikel de reden vermeld.
Staat er een ? dan is het resultaat uit het verleden onbekend, en is alleen de competitie of het niveau bekend van dat seizoen.
In de seizoenen 2019/20 en 2020/21 werd wegens de coronacrisis het amateurvoetbal afgebroken. Daardoor kennen deze staven geen eindklassering (middels -- weergegeven).
- Competitieniveau en afdelingsletter of Officiële eindstand Eredivisie
  - Competitieniveau en afdelingsletter

Hierbij geeft het getal het niveau weer, dat ook terug te vinden is in de legenda. De letter is de afdelingsaanduiding en wordt gebruikt wanneer er meer afdelingen zijn op hetzelfde niveau. De afdelingsletter is altijd een hoofdletter en wordt meestal zonder nummer gebruikt.
Voorbeeld: 2F is niveau 2e klasse competitie F.
Het competitieniveau en nummer wordt niet vermeld wanneer er slechts één competitie van dit niveau was.
  - Officiële eindstand Eredivisie (getal staat tussen haakjes vermeld)

Sinds de introductie van play-offwedstrijden voor Europees voetbal na afloop van de reguliere competitie in 2005/06, is de KNVB verplicht een eindstand van de Eredivisie door te geven aan de UEFA aan de hand van deze play-offwedstrijden.
Bij deze eindstand staan clubs die zich hebben gekwalificeerd voor Europees voetbal hoger dan clubs die zich niet wisten te kwalificeren. Indien er geen verschil was tussen de eindnotering en de officiële eindstand, staat dit getal niet vermeld.

- Onderafdeling

Hier staat afgekort de naam van de onderafdeling indien de club in dat jaar in een onderafdeling uitkwam. Tevens staat deze afkorting in de legenda en wordt gelinkt naar het artikel over deze onderafdeling. Deze afkorting wordt alleen vermeld wanneer de club in het verleden in verschillende onderafdelingen heeft gespeeld. Deze vermelding is in de staaf altijd in kleine letters. Deze onderafdelingen zijn na het seizoen 1995/96 afgeschaft. Heeft de club in slechts één onderafdeling gespeeld, dan is dit alleen terug te vinden in de legenda.
Onder de staaf staat het jaartal vermeld waarin het seizoen is afgesloten. 15 verwijst naar het seizoen 2014/15 of eventueel het seizoen 1914/15.
Wanneer een staaf leeg is, zijn deze gegevens niet bekend. Het kan ook zijn dat de club dat seizoen niet heeft meegespeeld op het hogere amateurniveau, vroegtijdig de competitie heeft verlaten of uit de competitie is gezet.

In het seizoen 1944/45 was er wegens de Tweede Wereldoorlog geen regulier competitievoetbal.
- Hoofdklasse (prof)
- Eredivisie
- Eerste klasse (prof)
- Eerste divisie
- Tweede divisie
- Eerste klasse
- Tweede klasse

- 1903 – 1966: VVV, 1966 – 1985: FC VVV, 1985 – 2003: VVV, 2003 – heden: VVV-Venlo[35]
- Tot 1911 waren er geen Zuidelijke Klassen bij de (K)NVB. VVV speelde voordien competitie in de BVB (Brabantsche Voetbalbond) en LVB (Limburgsche Voetbalbond).
- Vanwege de mobilisatie aan het eind van de Eerste Wereldoorlog wordt er in het seizoen 1914/1915 een regionale noodcompetitie gespeeld met tegenstanders uit verschillende klassen.
- Vanwege de Tweede Wereldoorlog speelde VVV in het seizoen 1944/1945 geen wedstrijden in competitieverband.

### Seizoensoverzichten
| Resultaten van VVV-Venlo sinds de toetreding in het betaald voetbal in 1954 | Resultaten van VVV-Venlo sinds de toetreding in het betaald voetbal in 1954 | Resultaten van VVV-Venlo sinds de toetreding in het betaald voetbal in 1954 | Resultaten van VVV-Venlo sinds de toetreding in het betaald voetbal in 1954 | Resultaten van VVV-Venlo sinds de toetreding in het betaald voetbal in 1954 | Resultaten van VVV-Venlo sinds de toetreding in het betaald voetbal in 1954 | Resultaten van VVV-Venlo sinds de toetreding in het betaald voetbal in 1954 | Resultaten van VVV-Venlo sinds de toetreding in het betaald voetbal in 1954 | Resultaten van VVV-Venlo sinds de toetreding in het betaald voetbal in 1954 | Resultaten van VVV-Venlo sinds de toetreding in het betaald voetbal in 1954 | Resultaten van VVV-Venlo sinds de toetreding in het betaald voetbal in 1954 | Resultaten van VVV-Venlo sinds de toetreding in het betaald voetbal in 1954 | Resultaten van VVV-Venlo sinds de toetreding in het betaald voetbal in 1954                                                              |
| Seizoen                                                                     | Competitie                                                                  | Competitie                                                                  | Competitie                                                                  | Competitie                                                                  | Competitie                                                                  | Competitie                                                                  | Competitie                                                                  | Competitie                                                                  | Competitie                                                                  | Kwalificatie                                                                | KNVB beker                                                                  | Bijzonderheid |
| Seizoen                                                                     | Divisie                                                                     | GW                                                                          | W                                                                           | G                                                                           | V                                                                           | PNT                                                                         | DV                                                                          | DT                                                                          | POS                                                                         | Kwalificatie                                                                | KNVB beker                                                                  | Bijzonderheid |
| --------------------------------------------------------------------------- | --------------------------------------------------------------------------- | --------------------------------------------------------------------------- | --------------------------------------------------------------------------- | --------------------------------------------------------------------------- | --------------------------------------------------------------------------- | --------------------------------------------------------------------------- | --------------------------------------------------------------------------- | --------------------------------------------------------------------------- | --------------------------------------------------------------------------- | --------------------------------------------------------------------------- | --------------------------------------------------------------------------- | --- |
| 1954/55                                                                     | Eerste klasse D                                                             | 26                                                                          | 15                                                                          | 7                                                                           | 4                                                                           | 37                                                                          | 54                                                                          | 21                                                                          | 2e                                                                          | Hoofdklasse                                                                 | Geen bekertoernooi                                                          | VVV treedt toe tot het betaald voetbal                                                                                                   |
| 1955/56                                                                     | Hoofdklasse A                                                               | 34                                                                          | 16                                                                          | 8                                                                           | 10                                                                          | 40                                                                          | 55                                                                          | 34                                                                          | 5e                                                                          | Eredivisie                                                                  | Geen bekertoernooi                                                          | – |
| 1956/57                                                                     | Eredivisie                                                                  | 34                                                                          | 16                                                                          | 6                                                                           | 12                                                                          | 38                                                                          | 50                                                                          | 53                                                                          | 7e                                                                          | –                                                                           | Kwartfinale                                                                 | – |
| 1957/58                                                                     | Eredivisie                                                                  | 34                                                                          | 14                                                                          | 7                                                                           | 13                                                                          | 35                                                                          | 61                                                                          | 59                                                                          | 7e                                                                          | –                                                                           | 2e ronde                                                                    | – |
| 1958/59                                                                     | Eredivisie                                                                  | 34                                                                          | 13                                                                          | 10                                                                          | 11                                                                          | 36                                                                          | 71                                                                          | 65                                                                          | 8e                                                                          | –                                                                           | Winnaar                                                                     | – |
| 1959/60                                                                     | Eredivisie                                                                  | 34                                                                          | 12                                                                          | 12                                                                          | 10                                                                          | 36                                                                          | 57                                                                          | 60                                                                          | 6e                                                                          | –                                                                           | Geen bekertoernooi                                                          | – |
| 1960/61                                                                     | Eredivisie                                                                  | 34                                                                          | 18                                                                          | 6                                                                           | 10                                                                          | 42                                                                          | 77                                                                          | 47                                                                          | 3e                                                                          | International Football Cup                                                  | Kwartfinale                                                                 | – |
| 1961/62                                                                     | Eredivisie                                                                  | 34                                                                          | 10                                                                          | 7                                                                           | 17                                                                          | 27                                                                          | 38                                                                          | 62                                                                          | 17e                                                                         | Rechtstreekse degradatie                                                    | 3e ronde                                                                    | – |
| 1962/63                                                                     | Eerste divisie                                                              | 30                                                                          | 7                                                                           | 9                                                                           | 14                                                                          | 23                                                                          | 40                                                                          | 63                                                                          | 14e                                                                         | –                                                                           | 4e ronde                                                                    | – |
| 1963/64                                                                     | Eerste divisie                                                              | 30                                                                          | 7                                                                           | 9                                                                           | 14                                                                          | 23                                                                          | 38                                                                          | 66                                                                          | 14e                                                                         | –                                                                           | 2e ronde                                                                    | – |
| 1964/65                                                                     | Eerste divisie                                                              | 30                                                                          | 9                                                                           | 11                                                                          | 10                                                                          | 29                                                                          | 46                                                                          | 51                                                                          | 8e                                                                          | –                                                                           | 2e ronde                                                                    | – |
| 1965/66                                                                     | Eerste divisie                                                              | 28                                                                          | 4                                                                           | 5                                                                           | 19                                                                          | 13                                                                          | 32                                                                          | 78                                                                          | 15e                                                                         | Rechtstreekse degradatie                                                    | Groepsfase                                                                  | – |
| 1966/67                                                                     | Tweede divisie                                                              | 44                                                                          | 22                                                                          | 15                                                                          | 7                                                                           | 59                                                                          | 79                                                                          | 41                                                                          | 2e                                                                          | Rechtstreekse promotie                                                      | Geen deelname                                                               | Naamsverandering naar FC VVV |
| 1967/68                                                                     | Eerste divisie                                                              | 36                                                                          | 9                                                                           | 5                                                                           | 22                                                                          | 23                                                                          | 47                                                                          | 81                                                                          | 18e                                                                         | Degradatiewedstrijden tegen RCH (3–3 & 3–4)                                 | Groepsfase                                                                  | – |
| 1968/69                                                                     | Tweede divisie                                                              | 34                                                                          | 9                                                                           | 9                                                                           | 16                                                                          | 27                                                                          | 40                                                                          | 69                                                                          | 15e                                                                         | –                                                                           | 1e ronde                                                                    | – |
| 1969/70                                                                     | Tweede divisie                                                              | 32                                                                          | 5                                                                           | 8                                                                           | 19                                                                          | 18                                                                          | 29                                                                          | 61                                                                          | 16e                                                                         | –                                                                           | 1e ronde                                                                    | – |
| 1970/71                                                                     | Tweede divisie                                                              | 32                                                                          | 11                                                                          | 8                                                                           | 13                                                                          | 30                                                                          | 42                                                                          | 46                                                                          | 11e                                                                         | –                                                                           | 1e ronde                                                                    | – |
| 1971/72                                                                     | Eerste divisie                                                              | 40                                                                          | 11                                                                          | 12                                                                          | 17                                                                          | 34                                                                          | 42                                                                          | 50                                                                          | 16e                                                                         | –                                                                           | 1e ronde                                                                    | – |
| 1972/73                                                                     | Eerste divisie                                                              | 38                                                                          | 6                                                                           | 16                                                                          | 16                                                                          | 28                                                                          | 25                                                                          | 45                                                                          | 18e                                                                         | –                                                                           | 2e ronde                                                                    | – |
| 1973/74                                                                     | Eerste divisie                                                              | 38                                                                          | 8                                                                           | 17                                                                          | 13                                                                          | 33                                                                          | 46                                                                          | 53                                                                          | 16e                                                                         | –                                                                           | 2e ronde                                                                    | – |
| 1974/75                                                                     | Eerste divisie                                                              | 36                                                                          | 15                                                                          | 13                                                                          | 8                                                                           | 43                                                                          | 59                                                                          | 30                                                                          | 5e                                                                          | –                                                                           | 2e ronde                                                                    | – |
| 1975/76                                                                     | Eerste divisie                                                              | 36                                                                          | 21                                                                          | 7                                                                           | 8                                                                           | 49                                                                          | 61                                                                          | 33                                                                          | 2e                                                                          | Nacompetitie                                                                | 2e ronde                                                                    | Promotiewedstrijden tegen Fortuna SC (2–1 & 0–2), Vitesse (2–0 & 0–0) en Wageningen (2–0 & 2–1)                                          |
| 1976/77                                                                     | Eredivisie                                                                  | 34                                                                          | 8                                                                           | 11                                                                          | 15                                                                          | 27                                                                          | 37                                                                          | 60                                                                          | 13e                                                                         | –                                                                           | 2e ronde                                                                    | – |
| 1977/78                                                                     | Eredivisie                                                                  | 34                                                                          | 9                                                                           | 10                                                                          | 15                                                                          | 28                                                                          | 46                                                                          | 66                                                                          | 14e                                                                         | Intertoto Cup                                                               | 2e ronde                                                                    | – |
| 1978/79                                                                     | Eredivisie                                                                  | 34                                                                          | 4                                                                           | 6                                                                           | 22                                                                          | 14                                                                          | 23                                                                          | 79                                                                          | 18e                                                                         | Rechtstreekse degradatie                                                    | 2e ronde                                                                    | – |
| 1979/80                                                                     | Eerste divisie                                                              | 36                                                                          | 13                                                                          | 9                                                                           | 14                                                                          | 35                                                                          | 55                                                                          | 68                                                                          | 12e                                                                         | –                                                                           | 1e ronde                                                                    | – |
| 1980/81                                                                     | Eerste divisie                                                              | 36                                                                          | 14                                                                          | 5                                                                           | 17                                                                          | 33                                                                          | 68                                                                          | 74                                                                          | 13e                                                                         | –                                                                           | 3e ronde                                                                    | – |
| 1981/82                                                                     | Eerste divisie                                                              | 34                                                                          | 15                                                                          | 11                                                                          | 8                                                                           | 41                                                                          | 64                                                                          | 47                                                                          | 7e                                                                          | Nacompetitie                                                                | 2e ronde                                                                    | Promotiewedstrijden tegen SBV Excelsior (1–1 & 4–0), sc Heerenveen (1–2 & 0–1) en Telstar (2–1 & 2–4)                                    |
| 1982/83                                                                     | Eerste divisie                                                              | 30                                                                          | 14                                                                          | 3                                                                           | 13                                                                          | 31                                                                          | 54                                                                          | 56                                                                          | 7e                                                                          | Nacompetitie                                                                | 3e ronde                                                                    | Promotiewedstrijden tegen FC Den Bosch '67 (0–3 & 2–0), SC Cambuur (0–1 & 1–2) en MVV (0–2 & 0–1)                                        |
| 1983/84                                                                     | Eerste divisie                                                              | 32                                                                          | 14                                                                          | 4                                                                           | 14                                                                          | 32                                                                          | 54                                                                          | 53                                                                          | 10e                                                                         | Nacompetitie                                                                | 2e ronde                                                                    | Promotiewedstrijden tegen De Graafschap (4–0 & 0–0), NAC (0–1 & 0–5) en N.E.C. (4–1 & 4–0)                                               |
| 1984/85                                                                     | Eerste divisie                                                              | 34                                                                          | 20                                                                          | 5                                                                           | 9                                                                           | 45                                                                          | 75                                                                          | 39                                                                          | 2e                                                                          | Rechtstreekse promotie                                                      | 2e ronde                                                                    | – |
| 1985/86                                                                     | Eredivisie                                                                  | 34                                                                          | 11                                                                          | 5                                                                           | 18                                                                          | 27                                                                          | 39                                                                          | 62                                                                          | 13e                                                                         | –                                                                           | 1e ronde                                                                    | Naamsverandering naar VVV |
| 1986/87                                                                     | Eredivisie                                                                  | 34                                                                          | 10                                                                          | 17                                                                          | 7                                                                           | 37                                                                          | 46                                                                          | 45                                                                          | 5e                                                                          | Nacompetitie voor UEFA Cup                                                  | 3e ronde                                                                    | Wedstrijden tegen Roda JC (1–3 & 1–1), FC Twente (0–1 & 2–1) en FC Utrecht (2–2 & 0–3)                                                   |
| 1987/88                                                                     | Eredivisie                                                                  | 34                                                                          | 13                                                                          | 12                                                                          | 9                                                                           | 38                                                                          | 43                                                                          | 35                                                                          | 5e                                                                          | Nacompetitie voor UEFA Cup                                                  | Halve finale                                                                | Wedstrijden tegen FC Groningen (0–2 & 0–0), FC Twente (4–1 & 1–2) en Willem II (1–0 & 1–4)                                               |
| 1988/89                                                                     | Eredivisie                                                                  | 34                                                                          | 5                                                                           | 14                                                                          | 15                                                                          | 24                                                                          | 37                                                                          | 60                                                                          | 17e                                                                         | Rechtstreekse degradatie                                                    | 2e ronde                                                                    | – |
| 1989/90                                                                     | Eerste divisie                                                              | 36                                                                          | 12                                                                          | 15                                                                          | 9                                                                           | 39                                                                          | 53                                                                          | 44                                                                          | 4e                                                                          | –                                                                           | 2e ronde                                                                    | – |
| 1990/91                                                                     | Eerste divisie                                                              | 38                                                                          | 21                                                                          | 7                                                                           | 10                                                                          | 49                                                                          | 73                                                                          | 49                                                                          | 3e                                                                          | Nacompetitie                                                                | Kwartfinale                                                                 | Promotiewedstrijden tegen Dordrecht '90 (2–0 & 1–1), Eindhoven (1–1 & 2–1) en NAC (1–0 & 1–2)                                            |
| 1991/92                                                                     | Eredivisie                                                                  | 34                                                                          | 3                                                                           | 6                                                                           | 25                                                                          | 12                                                                          | 32                                                                          | 84                                                                          | 18e                                                                         | Rechtstreekse degradatie                                                    | 2e ronde                                                                    | – |
| 1992/93                                                                     | Eerste divisie                                                              | 34                                                                          | 24                                                                          | 2                                                                           | 8                                                                           | 50                                                                          | 84                                                                          | 46                                                                          | 1e                                                                          | Rechtstreekse promotie                                                      | 3e ronde                                                                    | – |
| 1993/94                                                                     | Eredivisie                                                                  | 34                                                                          | 7                                                                           | 11                                                                          | 16                                                                          | 25                                                                          | 30                                                                          | 62                                                                          | 17e                                                                         | Nacompetitie                                                                | 3e ronde                                                                    | Degradatiewedstrijden tegen De Graafschap (2–1 & 2–1), SC Heracles '74 (1–3 & 4–0) en N.E.C. (1–2 & 1–2)                                 |
| 1994/95                                                                     | Eerste divisie                                                              | 34                                                                          | 10                                                                          | 9                                                                           | 15                                                                          | 29                                                                          | 54                                                                          | 62                                                                          | 12e                                                                         | Nacompetitie                                                                | 2e ronde                                                                    | Promotiewedstrijden tegen AZ (3–4 & 1–1), SBV Excelsior (3–0 & 0–2) en Go Ahead Eagles (1–1 & 2–3)                                       |
| 1995/96                                                                     | Eerste divisie                                                              | 34                                                                          | 15                                                                          | 12                                                                          | 7                                                                           | 57                                                                          | 55                                                                          | 33                                                                          | 5e                                                                          | Nacompetitie                                                                | Kwartfinale                                                                 | Promotiewedstrijden tegen FC Den Bosch (2–0 & 0–0), SC Heracles '74 (0–3 & 1–4) en FC Volendam (0–1 & 0–1)                               |
| 1996/97                                                                     | Eerste divisie                                                              | 34                                                                          | 16                                                                          | 9                                                                           | 9                                                                           | 57                                                                          | 55                                                                          | 40                                                                          | 4e                                                                          | Nacompetitie                                                                | 2e ronde                                                                    | Promotiewedstrijden tegen Cambuur Leeuwarden (0–2 & 2–3), Go Ahead Eagles (1–3 & 1–5) en N.E.C. (2–3 & 0–6)                              |
| 1997/98                                                                     | Eerste divisie                                                              | 34                                                                          | 12                                                                          | 11                                                                          | 11                                                                          | 47                                                                          | 45                                                                          | 46                                                                          | 11e                                                                         | –                                                                           | Groepsfase                                                                  | – |
| 1998/99                                                                     | Eerste divisie                                                              | 34                                                                          | 12                                                                          | 6                                                                           | 16                                                                          | 42                                                                          | 59                                                                          | 66                                                                          | 11e                                                                         | –                                                                           | 2e ronde                                                                    | – |
| 1999/00                                                                     | Eerste divisie                                                              | 34                                                                          | 8                                                                           | 11                                                                          | 15                                                                          | 35                                                                          | 38                                                                          | 62                                                                          | 15e                                                                         | –                                                                           | Groepsfase                                                                  | – |
| 2000/01                                                                     | Eerste divisie                                                              | 34                                                                          | 8                                                                           | 4                                                                           | 22                                                                          | 28                                                                          | 37                                                                          | 63                                                                          | 18e                                                                         | –                                                                           | Achtste finale                                                              | – |
| 2001/02                                                                     | Eerste divisie                                                              | 34                                                                          | 11                                                                          | 5                                                                           | 18                                                                          | 38                                                                          | 51                                                                          | 64                                                                          | 13e                                                                         | –                                                                           | 3e ronde                                                                    | – |
| 2002/03                                                                     | Eerste divisie                                                              | 34                                                                          | 10                                                                          | 7                                                                           | 17                                                                          | 37                                                                          | 42                                                                          | 60                                                                          | 13e                                                                         | –                                                                           | 3e ronde                                                                    | – |
| 2003/04                                                                     | Eerste divisie                                                              | 36                                                                          | 19                                                                          | 4                                                                           | 13                                                                          | 61                                                                          | 76                                                                          | 62                                                                          | 7e                                                                          | Nacompetitie                                                                | 2e ronde                                                                    | Naamsverandering naar VVV-Venlo Promotiewedstrijden tegen Helmond Sport (6–0 & 3–1), Sparta Rotterdam (0–2 & 1–1) en Vitesse (1–1 & 0–5) |
| 2004/05                                                                     | Eerste divisie                                                              | 36                                                                          | 18                                                                          | 8                                                                           | 10                                                                          | 62                                                                          | 56                                                                          | 36                                                                          | 3e                                                                          | Nacompetitie                                                                | 2e ronde                                                                    | Promotiewedstrijden tegen RBC Roosendaal (2–1 & 0–2), Stormvogels Telstar (1–3 & 1–2) en FC Volendam (2–1 & 1–4)                         |
| 2005/06                                                                     | Eerste divisie                                                              | 38                                                                          | 20                                                                          | 8                                                                           | 10                                                                          | 68                                                                          | 53                                                                          | 34                                                                          | 2e                                                                          | Play-off                                                                    | Achtste finale                                                              | Promotiewedstrijden tegen De Graafschap (1–1 & 2–4)                                                                                      |
| 2006/07                                                                     | Eerste divisie                                                              | 38                                                                          | 21                                                                          | 8                                                                           | 9                                                                           | 71                                                                          | 64                                                                          | 44                                                                          | 2e                                                                          | Play-off                                                                    | 2e ronde                                                                    | Promotiewedstrijden tegen FC Den Bosch (2–1 & 0–1 & 1–0) en RKC Waalwijk (2–0 & 0–1 & 3–0)                                               |
| 2007/08                                                                     | Eredivisie                                                                  | 34                                                                          | 7                                                                           | 8                                                                           | 19                                                                          | 29                                                                          | 44                                                                          | 76                                                                          | 17e                                                                         | Play-off                                                                    | 2e ronde                                                                    | Degradatiewedstrijden tegen ADO Den Haag (0–1 & 1–0 & 0–2)                                                                               |
| 2008/09                                                                     | Eerste divisie                                                              | 38                                                                          | 25                                                                          | 5                                                                           | 8                                                                           | 80                                                                          | 86                                                                          | 38                                                                          | 1e                                                                          | Rechtstreekse promotie                                                      | 2e ronde                                                                    | – |
| 2009/10                                                                     | Eredivisie                                                                  | 34                                                                          | 8                                                                           | 11                                                                          | 15                                                                          | 35                                                                          | 43                                                                          | 57                                                                          | 12e                                                                         | –                                                                           | 3e ronde                                                                    | – |
| 2010/11                                                                     | Eredivisie                                                                  | 34                                                                          | 6                                                                           | 3                                                                           | 25                                                                          | 21                                                                          | 34                                                                          | 76                                                                          | 17e                                                                         | Play-off                                                                    | 3e ronde                                                                    | Degradatiewedstrijden tegen FC Volendam (2–1 & 2–0) en FC Zwolle (2–1 & 2–2)                                                             |
| 2011/12                                                                     | Eredivisie                                                                  | 34                                                                          | 9                                                                           | 4                                                                           | 21                                                                          | 31                                                                          | 42                                                                          | 78                                                                          | 16e                                                                         | Play-off                                                                    | 2e ronde                                                                    | Degradatiewedstrijden tegen SC Cambuur (0–0 & 4–3) en Helmond Sport (2–1 & 2–2)                                                          |
| 2012/13                                                                     | Eredivisie                                                                  | 34                                                                          | 6                                                                           | 10                                                                          | 18                                                                          | 28                                                                          | 33                                                                          | 62                                                                          | 17e                                                                         | Play-off                                                                    | 2e ronde                                                                    | Degradatiewedstrijden tegen Go Ahead Eagles (0–1 & 0–3)                                                                                  |
| 2013/14                                                                     | Eerste divisie                                                              | 38                                                                          | 18                                                                          | 7                                                                           | 13                                                                          | 61                                                                          | 58                                                                          | 52                                                                          | 5e                                                                          | Play-off                                                                    | 3e ronde                                                                    | Promotiewedstrijden tegen FC Dordrecht (1–3 & 1–2)                                                                                       |
| 2014/15                                                                     | Eerste divisie                                                              | 38                                                                          | 16                                                                          | 12                                                                          | 10                                                                          | 60                                                                          | 48                                                                          | 43                                                                          | 7e                                                                          | Play-off                                                                    | Achtste finale                                                              | Promotiewedstrijden tegen NAC Breda (0–1 & 0–3)                                                                                          |
| 2015/16                                                                     | Eerste divisie                                                              | 36                                                                          | 23                                                                          | 6                                                                           | 7                                                                           | 75                                                                          | 85                                                                          | 39                                                                          | 2e                                                                          | Play-off                                                                    | 2e ronde                                                                    | Promotiewedstrijden tegen Go Ahead Eagles (0–1 & 2–2)                                                                                    |
| 2016/17                                                                     | Eerste divisie                                                              | 38                                                                          | 25                                                                          | 5                                                                           | 8                                                                           | 80                                                                          | 75                                                                          | 35                                                                          | 1e                                                                          | Rechtstreekse promotie                                                      | 2e ronde                                                                    | – |
| 2017/18                                                                     | Eredivisie                                                                  | 34                                                                          | 7                                                                           | 13                                                                          | 14                                                                          | 34                                                                          | 35                                                                          | 54                                                                          | 15e                                                                         | –                                                                           | Achtste finale                                                              | – |
| 2018/19                                                                     | Eredivisie                                                                  | 34                                                                          | 11                                                                          | 8                                                                           | 15                                                                          | 41                                                                          | 47                                                                          | 63                                                                          | 12e                                                                         | –                                                                           | 2e ronde                                                                    | – |
| 2019/20                                                                     | Eredivisie                                                                  | 26                                                                          | 8                                                                           | 4                                                                           | 14                                                                          | 28                                                                          | 24                                                                          | 51                                                                          | 13e                                                                         | –                                                                           | 1e ronde                                                                    | – |
| 2020/21                                                                     | Eredivisie                                                                  | 34                                                                          | 6                                                                           | 5                                                                           | 23                                                                          | 23                                                                          | 43                                                                          | 91                                                                          | 17e                                                                         | Rechtstreekse degradatie                                                    | Halve finale                                                                | – |
| 2021/22                                                                     | Eerste divisie                                                              | 38                                                                          | 14                                                                          | 6                                                                           | 18                                                                          | 48                                                                          | 50                                                                          | 64                                                                          | 10e                                                                         | –                                                                           | 1e ronde                                                                    | – |
| 2022/23                                                                     | Eerste divisie                                                              | 38                                                                          | 16                                                                          | 10                                                                          | 12                                                                          | 58                                                                          | 56                                                                          | 51                                                                          | 7e                                                                          | Play-off                                                                    | 2e ronde                                                                    | Promotiewedstrijden tegen Willem II (3-2 & 2–2) en Almere City (1–1 & 1–1)                                                               |
| 2023/24                                                                     | Eerste divisie                                                              | 38                                                                          | 13                                                                          | 9                                                                           | 16                                                                          | 48                                                                          | 53                                                                          | 58                                                                          | 12e                                                                         | –                                                                           | 1e ronde                                                                    | – |
| 2024/25                                                                     | Eerste divisie                                                              | 38                                                                          | 11                                                                          | 8                                                                           | 19                                                                          | 41                                                                          | 44                                                                          | 69                                                                          | 14e                                                                         | –                                                                           | 1e ronde                                                                    | – |

### Bekende (oud-)spelers
- Dick Advocaat: 1976-1979
- Nordin Amrabat: 2007-2008
- Tijani Babangida: 1991-1993
- Beb Bakhuijs: 1937
- Steven Berghuis: 2012
- Bart Carlier: 1946-1952
- Maurice Graef: 1988-1994, 1996-2002
- Harrie Heijnen: 1957-1962, 1970-1973
- Keisuke Honda: 2008-2010
- Mikan Jovanovic: 1973-1980
- Jan Klaassens: 1948-1959, 1964-1967
- Coy Koopal: 1954-1956
- Stefan Kurcinac: 1976-1979
- Marcel Meeuwis: 2004-2006, 2011-2012
- Ahmed Musa: 2010-2012
- Gijs Nass: 1936-1962
- Frans Nijssen: 1976-1990
- Uche Nwofor: 2011-2014
- Josué Pesqueira: 2010-2011
- Aleksandar Radosavljevič: 2012-2013
- Remy Reijnierse: 1983-1990
- Peter Ressel: 1981-1984
- Norbert Ringels: 1985-1987
- John Roox: 1981-1995, 2001-2002
- Ger van Rosmalen: 1975-1988
- Ruben Schaken: 2008-2010
- Gerald Sibon: 1994-1996
- Harrie Steegh: 1953-1966
- Earnest Stewart: 1988-1990, 2005
- Pleun Strik: 1982-1984
- Herman Teeuwen: 1951-1961
- Michael Uchebo: 2009-2012
- Stan Valckx: 1983-1988
- Vampeta: 1994-1995
- Joost Volmer: 1996-1997
- Faas Wilkes: 1956-1958
- John de Wolf: 1996-1997
- Maya Yoshida: 2010-2012
- Ralf Seuntjens: 2015-2019
- Giorgos Giakoumakis: 2020-2021
- Levi Smans: 2021-2024

#### Internationals
Onderstaande spelers hebben tijdens hun loopbaan bij VVV-Venlo een of meerdere wedstrijden gespeeld voor het Nederlands elftal.
- Jan Klaassens (40)
- Faas Wilkes (10)
- Coy Koopal (4)

### Topscorers
- 1954/55:  Coy Koopal (5)
- 0000000  Coy Koopal (16)
- 1955/56:  Coy Koopal (17)
- 1956/57:  Herman Teeuwen (10)
- 1957/58:  Faas Wilkes (15)
- 1958/59:  Hans Sleven (24)
- 1959/60:  Cor de Meulemeester (18)
- 1960/61:  Cor de Meulemeester (22)
- 1961/62:  Jan van den Heuvel (17)
- 1962/63:  Jan van den Heuvel (15)
0000000  Hans Sleven (15)
- 1963/64:  Arie de Oude (15)
- 1964/65:  Frans Derix (14)
- 1965/66:  Frans Derix (8)
0000000  Jean Thans (8)
- 1966/67:  Frans Derix (23)
- 1967/68:  Frans Derix (12)
- 1968/69:  Frans Derix (16)
- 1969/70:  Jac Weeres (10)
- 1970/71:  Jan Verbong (10)
- 1971/72:  Harrie Heijnen (17)
- 1972/73:  Jan Verbong (4)
0000000  Harrie Heijnen (4)
0000000  Joop de Klerk (4)
0000000  Gerrit Kramer (4)
0000000  Gerrit van Tilburg (4)
- 1973/74:  Lorenz Hilkes (14)
- 1974/75:  Mikan Jovanovic (13)
- 1975/76:  Stefan Kurcinac (20)
- 1976/77:  Stefan Kurcinac (10)
- 1977/78:  Lorenz Hilkes (12)
- 1978/79:  Stanley Bish (6)
- 1979/80:  Stanley Bish (12)
0000000  Ger van Rosmalen (12)
- 1980/81:  Louis Burhenne (10)
0000000  Henk Janssen (10)
- 1981/82:  John Taihuttu (16)
- 1982/83:  Willy Bothmer (11)
- 1983/84:  Andreas Brandts (11)
- 1984/85:  Mario Verlijsdonk (13)
- 1985/86:  Frank Verbeek (10)
- 1986/87:  John Lammers (9)
- 1987/88:  Jos Luhukay (9)
- 1988/89:  Jos Luhukay (7)
- 1989/90:  Earnest Stewart (12)
- 1990/91:  Jeroen Boere (20)
- 1991/92:  Michel Haan (4)
- 1992/93:  Maurice Graef (29)
- 1993/94:  Maurice Graef (14)
- 1994/95:  Gerald Sibon (20)
- 1995/96:  Gerald Sibon (14)
- 1996/97:  Milco Pieren (10)
- 1997/98:  Maurice Graef (16)
- 1998/99:  Maurice Graef (18)
- 1999/00:  Maurice Graef (11)
- 2000/01:  Maurice Graef (7)
- 2001/02:  Bernard Hofstede (20)
- 2002/03:  Bas Jacobs (16)
- 2003/04:  Bas Jacobs (16)
- 2004/05:  Bernard Hofstede (15)
- 2005/06:  Luwamo Garcia (9)
0000000  Paul Jans (9)
- 2006/07:  Dirk Jan Derksen (19)
- 2007/08:  Nordin Amrabat (10)
- 2008/09:  Sandro Calabro (25)
- 2009/10:  Sandro Calabro (9)
- 2010/11:  Ruud Boymans (11)
- 2011/12:  Yanic Wildschut (7)
- 2012/13:  Bryan Linssen (8)
0000000  Uche Nwofor (8)
- 2013/14:  Leon de Kogel (14)
- 2014/15:  Melvin Platje (15)
- 2015/16:  Ralf Seuntjens (28)
- 2016/17:  Ralf Seuntjens (16)
- 2017/18:  Clint Leemans (10)
- 2018/19:  Peniel Mlapa (15)
- 2019/20:  Johnatan Opoku (6)
- 2020/21:  Giorgos Giakoumakis (26)
- 2021/22:  Sven Braken (11)
- 2022/23:  Sven Braken (13)
- 2023/24:  Levi Smans (9)
0000000  Michalis Kosidis (9)
- 2024/25:  Gabin Blancquart (5)

### Trainers
- 1930–1931:  Bill Julian
- 1941–1944:  Jan Bijl
- 1947–1948:  Tom Davis
- 1948–1954:  Toon van Beek
- 195400000:  Arend Koolen
- 1954–1956:  Ferdi Silz
- 1956–1960:  Willy Kment
- 1960–1961:  Josef Horesj
- 1961–1963:  Ferdi Silz
- 1963–1964:  Fritz Kleinheuer
- 1964–1966:  Josef Gesell
- 1966–1968:  Jean Janssen
- 1968–1969:  Bas Paauwe
- 196900000:  Theo Breukers
- 196900000:  Sef Basten (a.i.)
- 1969–1972:  Josef Gesell
- 1972–1978:  Rob Baan
- 1978–1979:  Hans Croon
- 197900000:  Sef Vergoossen (a.i.)
- 1979–1981:  Jan Morsing
- 1981–1986:  Sef Vergoossen
- 1986–1988:  Jan Reker
- 1988–1989:  Leo van Veen
- 198900000:  Sef Vergoossen (a.i.)
- 1989–1990:  Doeke Hulshuizen
000000000 &  Norbert Ringels
- 1990–1992:  Henk Rayer
- 199200000:  Remy Reijnierse (a.i.)
- 1992–1994:  Frans Körver
- 1994–1995:  Remy Reijnierse
- 1995–1996:  Jan Versleijen
- 199600000:  Eelco Schattorie (a.i.)
- 199600000:  Joop Brand (a.i.)
- 1996–1998:  Henk van Stee
- 1998–2000:  Hennie Spijkerman
- 2000–2001:  Jan Versleijen
- 2001–2004:  Wim Dusseldorp
- 2004–2005:  Adrie Koster
- 2005–2006:  Herbert Neumann
- 2006–2008:  André Wetzel
- 2008–2010:  Jan van Dijk
- 2010–2011:  Wil Boessen
- 201100000:  Glen De Boeck
- 201100000:  Wil Boessen (a.i.)
- 2011–2013:  Ton Lokhoff
- 2013–2014:  René Trost
- 2014–2019:  Maurice Steijn
- 201900000:  Robert Maaskant
- 201900000:  Jay Driessen (a.i.)
- 2020–2021:  Hans de Koning
- 2021–2022:  Jos Luhukay
- 2022–2024:  Rick Kruys
- 2024–0000:  John Lammers

### Voorzitters
- Jo van Daalen: 1937–1953
- Johan Berendsen: 1953–1954
- Jo van Daalen: 1954–1959
- Pico Tjen Tjauw Min: 1959–1963
- Leo van Stokkum: 1963–1964
- Jo van Daalen: 1964–1966
- Wil Dusch: 1966–1973
- Jan Hovers: 1973–1978
- Jan Gerits: 1978–1979
- Jan Hovers: 1979–1980
- Geert Beusker: 1980–1981
- Jeu Sprengers: 1981–1990
- Jan Vlaminckx: 1990–1995
- Leon Wintels: 1995–1998
- Nico van Knippenberg: 1998–1999
- Gerard Geraeds: 1999–2003
- Hai Berden: 2003–2018
- Ineke Gutterswijk-Luiten: 2018–2024
- Jeroen Oehlen: 2024–

## Museum
De club heeft een eigen museum ingericht, in de fanshop. Hierin wil de club historische stukken laten zien die met de voetbalhistorie te maken hebben. Begin 2022 is er een expositie geweest over 50 jaar De Koel. Ook ligt aan de Parade een mini-museum over een voormalig speler van VVV, het Jan Klaassens Museum.

## Accommodaties

### Covebo Stadion - De Koel -
VVV-Venlo speelt zijn thuiswedstrijden sinds 1972 in het Covebo Stadion - De Koel -. De grasmat is in het seizoen 2013-14 vervangen door kunstgras. In mei 2020 nam VVV na zeven jaar weer afscheid van het kunstgrasveld. Vanaf het seizoen 2020–2021 ligt er weer echt gras in De Koel.
Het stadion biedt plaats aan 8000 toeschouwers. Vanaf 2006 werden plannen ontwikkeld voor het bouwen van een nieuw multifunctioneel wedstrijdstadion.
Begin december 2013 werd hierdoor een streep gezet. VVV koos er daarom voor De Koel kwalitatief te gaan verbeteren.
In juni 2017 bracht de club plannen naar buiten voor een grondige verbouwing. Het zou gaan om een meerjarenproject met als uiteindelijk doel een compact stadion met dichte hoeken en een capaciteit van uiteindelijk 12.000 overdekte plaatsen. In het voorjaar van 2021 liet algemeen directeur Marco Bogers doorschemeren wederom de haalbaarheid van een nieuw stadion elders te gaan onderzoeken.

### Sportpark Merelweg
De jeugdopleiding van VVV is sinds de winterstop van het seizoen 2017/18 gehuisvest op het terrein van amateurclub VV VOS, tegenover het stadion gelegen aan de Merelweg. VVV beschikt er over een eigen gebouw van ruim tweehonderd vierkante meter, met onder meer een krachthonk, medische ruimte, kantoren voor trainers en een leslokaal. De wedstrijden en trainingen van de jeugdelftallen worden ook op dit sportpark afgewerkt.

### Stadion De Kraal
Het vorige stadion van VVV-Venlo, het Stadion De Kraal, ligt op een steenworp afstand van De Koel. De Kraal is sinds de zomer van 2020 weer in gebruik genomen als trainingslocatie van de club.